# Navalosa
Navalosa település Spanyolországban, Ávila tartományban. Navalosa Villarejo del Valle, San Esteban del Valle, Serranillos, Navarrevisca, Villanueva de Ávila, Navatalgordo, Navaquesera és Hoyocasero községekkel határos. Lakosainak száma 324 fő (2024).

## Népesség
A település népessége az utóbbi években az alábbiak szerint változott:
| Lakosok száma | 488  | 427  | 433  | 394  | 369  | 342  | 332  | 308  | 322  | 324  |
|               | 2001 | 2004 | 2006 | 2009 | 2011 | 2014 | 2016 | 2019 | 2021 | 2024 |